# Daşoguz
Daşoguz (orosz nyelven: Дашогу́з, Dashoguz, Dasoguz), korábban Tashauz néven (1992-ig; orosz nyelven: Ташау́з) és Dashkovuz (1992-1999; orosz nyelven: Дашхову́з) város Észak-Türkmenisztánban, Daşoguz tartomány fővárosa. 

## Fekvése
Az üzbegisztáni határ kb. 10 km-re, Noʻkistől 76,7 km-re, a fővárostól, Aşgabattól pedig 460 km-re található.

## Földrajza
Az északi szélesség 41,833°, a keleti hosszúság 59,9667°, a tengerszint feletti magassága átlagban 88 méter. A közeli Sarykamysh-tóban 65 különböző halfajta található.

## Közlekedés
Repülőtere a Daşoguz repülőtér.

## Éghajlata
Daşoguz hideg sivatagi éghajlatú (BWk, a Köppen éghajlati osztályozása szerint), hosszú és meleg nyárral. A tél viszonylag rövid, de elég hideg. A csapadék egész évben kevés, átlagosan 100 mm (3,93 in).

## Demográfia
Daşoguz 166.500 fős népessége (1999-es népszámlálási becslés) túlnyomórészt türkmén és üzbég, kisebb számú orosz, koreai, karakalpaks és tatár lakossal. 

## Története
A nyugati Hvárezm régióban található város a Shavat-csatorna mellett fekszik, amely a vizet a közeli Amu-darjáról (az ősi Oxus-folyó) kapja, és északi és déli szakaszokra osztja a várost.
Történelmének korai szakaszában a selyemút egyik fontos megállója volt. Eredetileg a nyugati Hvárezm régió erődje és bazárja volt, 1924-ben vált városává. A város régi, tipikus ázsiai része a csatornától északra fekszik, míg az új rész, széles fákkal szegélyezett utcáival, a déli részen található. A 19. század elején az oroszok által alapított Tashauz nevű erődjének nevét 1992-ben a függetlenség után a türkmén Dashkovuz névre változtatták, és Niyazov elnök 1999-ben Daşoguzra; a modern szovjet tervezésű város, számos műemlékkel és múzeummal, helyi közigazgatási és kulturális központ és vasúti csomópont.
A városban pamut, élelmiszer-feldolgozó üzemek és járműjavítás működik, és a szőnyeggyártás központja. A város a Türkmenabat (Chardzhou) és Nyugat-Kazahsztán közötti vasútvonalon fekszik.

## Nevezetességek
- Dashoguz-meteorit - 1998. szeptember 5-én körülbelül 7 kg súlyú H5-meteorit esett le itt.